# Education Football Club
Education foi um clube de futebol do Butão. Jogou a primeira temporada oficial da A-Division, a primeira divisão nacional de futebol na época.

## História
O time terminou na décima e última posição na época inaugural, empatando quatro e perdendo cinco de nove jogos disputados. Terminou com o menor número de gols feitos na temporada junto com Yangchengphug College (cinco), mas conseguiu assegurar empates contra Health School, T. I. and Power, Yangchengphug College e Royal Bhutan Police. Não há registros disponíveis de nenhuma competição organizada entre 1987 e 1995 além de não se saber se o clube competiu novamente, e não há sinal de sua participação em nenhuma outra temporada para as quais existam registros.